# クイズオンクイズ!!
『クイズオンクイズ!!』は、1973年4月5日から1974年3月28日まで日本テレビ系列局で放送されていた日本テレビ製作のクイズ番組である。ブリヂストンタイヤ（現・ブリヂストン）・ブリヂストン液化ガス・ブリヂストンサイクルのグループ単独提供で、「ブリヂストンアワー」をタイトルに冠していた。放送時間は毎週木曜 21:00 - 21:30 （日本標準時）。

## 概要
一般からの参加者5人が自動車レースを模したクイズに挑む番組で、愛川欽也が司会を務め、愛川にとっては初のクイズ番組司会だった。
5人の出場者が「スポーツ」「芸能・音楽」「文学・歴史」「社会」「科学」の5コースに分かれて全10問のクイズを競う。第1問はノンセクションで、正解した解答者は第2問の出題コースを選択することが可能となり、自分のコースで正解なら1ブロック、ほかのコースの場合は2コース進むことができる。そして、10コマ目に到達した解答者は「グランプリ賞」として、賞金30万円とグァム島旅行が贈られる。

## 司会
- 愛川欽也
- 崎谷美那子
- 安芸晶子 - 1974年1月放送分から市地洋子名義で出演[3]。

## 放送局
- 木曜 21:00 - 21:30（同時ネット）
  - 日本テレビ
  - 札幌テレビ[4]
  - 青森放送[5]
  - 秋田放送[5]
  - 山形放送[5]
  - 宮城テレビ[5]
  - 福島中央テレビ[6]
  - 北日本放送[7]
  - 福井放送[7]
  - 山梨放送[8]
  - 中京テレビ[9]
  - 読売テレビ[10]
  - 日本海テレビ[11]
  - 西日本放送[12]
  - 広島ホームテレビ[12]
  - 山口放送[13]
  - 四国放送[14]
  - 南海放送[13]
  - 高知放送[13]
  - 福岡放送[15]